# Primeira Liga 2006-07
La Primeira Liga 2006/07 (renombrada en esta temporada por el nombre del patrocinador como bwinLIGA) fue la 73.ª edición de la máxima categoría de fútbol en Portugal. Porto ganó su 22° título. La temporada comenzó el 27 de agosto de 2006 y finalizó el 20 de mayo de 2007.

## Clasificación
| Pos. | Equipo               | PJ | PG | PE | PP | GF | GC | DG  | PTS. |
| ---- | -------------------- | -- | -- | -- | -- | -- | -- | --- | ---- |
| 1.   | FC Porto             | 30 | 22 | 3  | 5  | 65 | 20 | +45 | 69   |
| 2.   | Sporting CP          | 30 | 20 | 8  | 2  | 54 | 15 | +39 | 68   |
| 3.   | SL Benfica           | 30 | 20 | 7  | 3  | 55 | 20 | +35 | 67   |
| 4.   | SC Braga             | 30 | 14 | 8  | 8  | 35 | 30 | +5  | 50   |
| 5.   | Os Belenenses        | 30 | 15 | 4  | 11 | 36 | 29 | +7  | 49   |
| 6.   | FC Paços Ferreira    | 30 | 10 | 12 | 8  | 31 | 36 | -5  | 42   |
| 7.   | UD Leiria            | 30 | 10 | 11 | 9  | 25 | 27 | -2  | 41   |
| 8.   | CD Nacional Funchal  | 30 | 11 | 6  | 13 | 41 | 38 | +3  | 39   |
| 9.   | Boavista FC          | 30 | 8  | 11 | 11 | 32 | 34 | -2  | 35   |
| 10.  | CF Estrela Amadora   | 30 | 9  | 8  | 13 | 23 | 36 | -13 | 35   |
| 11.  | Naval 1º Maio        | 30 | 7  | 11 | 12 | 28 | 37 | -9  | 32   |
| 12.  | CS Marítimo          | 30 | 8  | 8  | 14 | 30 | 44 | -14 | 32   |
| 13.  | Académica de Coimbra | 30 | 6  | 8  | 16 | 28 | 46 | -18 | 26   |
| 14.  | Vitória Setúbal      | 30 | 5  | 9  | 16 | 21 | 45 | -24 | 24   |
| 15.  | SC Beira-Mar         | 30 | 4  | 11 | 15 | 28 | 55 | -27 | 23   |
| 16.  | Desportivo das Aves  | 30 | 5  | 7  | 18 | 22 | 42 | -20 | 22   |

|  | Clasificación directa a la Liga de Campeones de la UEFA |
|  | Tercera ronda previa de la Liga de Campeones de la UEFA |
|  | Primera ronda de la Copa de la UEFA                     |
|  | Tercera ronda de la Copa Intertoto                      |
|  | Descenso a la Liga de Honra                             |

## Resultados
- Liga de Campeones: FC Porto, Sporting CP
- Calificación a la Liga de Campeones: SL Benfica
- Copa de la UEFA: SC Braga, Os Belenenses, FC Paços Ferreira
- Copa Intertoto: UD Leiria
- Descensos: SC Beira-Mar, Desportivo das Aves
- Ascensos: Leixões SC, Vitória de Guimarães

## Campeón
|                             |
| Campeón FC Porto 22° título |

## Máximos goleadores
| Liédson                         | Sporting   | 15 |
| Eduardo Fernandes Pereira Gomes | Belenenses | 12 |
| Adriano Viera Louzada           | Porto      | 11 |
| Simão Sabrosa                   | Benfica    | 11 |